# Theta Pyxidis
Désignations
Theta Pyxidis (θ Pyxidis / θ Pyx) est une étoile géante de la constellation australe de la Boussole. Elle est visible à l'œil nu avec une magnitude apparente moyenne de 4,72. Elle présente une parallaxe annuelle de 5,10 ± 0,18 mas telle que mesurée par le satellite Gaia, ce qui permet d'en déduire qu'elle est distante de 196,23 ± 6,77 pc (∼640 al) de la Terre. Elle s'éloigne du Système solaire à une vitesse radiale héliocentrique de +20 km/s.
Theta Pyxidis est une géante rouge de type spectral M0,5 III Ba0,5, avec la notation « Ba0,5 » qui indique qu'il s'agit d'une étoile à baryum légère. C'est une variable semi-régulière, avec deux périodes de 13 et 98,3 jours qui ont été détectées. L'étoile est approximativement quatre fois plus massive que le Soleil. Elle est environ 2 600 fois plus lumineuse que le Soleil et sa température de surface est de 3 700 K. Son contenu en fer, utilisé pour mesurer sa métallicité, apparaît être identique à celui du Soleil.